# Heinz Flügel
Heinz Flügel (* 16. März 1907 in São Paulo, Brasilien; † 5. Mai 1993 in Tutzing) war ein deutscher Publizist, Schriftsteller und Hörspielautor.

## Leben
Geboren wurde Heinz Flügel als Sohn des mit einer geborenen Sello verheirateten Generalkonsuls Karl Flügel, einem deutschen Diplomaten im brasilianischen São Paulo. Nach einer weiteren Station in Helsinki wuchs Flügel in großbürgerlichen Verhältnissen in Berlin-Zehlendorf auf, wo er auch Abitur machte. In Berlin und Kiel studierte er von 1926 bis 1932 Philosophie.
1930 veröffentlichte er einen ersten Gedichtband mit dem Titel Mythen und Mysterien. Nach dem Studium arbeitete Flügel zunächst als Lektor für den Berliner Verlag Die Rabenpresse. Auch seine ersten Theaterstücke (Wölund, 1938, oder Albwin und Rosimund, 1939) erschienen Ende der 1930er Jahre in diesem kleinen Verlag, dem es bis 1937 gelungen war, eine Nische für Autoren zu schaffen, die dem NS-Regime distanziert gegenüberstanden.
Auch in der oppositionellen Deutschen Rundschau arbeitete Flügel mit. Die Kulturzeitung leitete der mutige Hitler-Kritiker Rudolf Pechel, der nach zahlreichen giftigen Satiren Anfang 1942 wegen »Landesverrats« verhaftet wurde und das Kriegsende in Lagerhaft erlebte.
Im Krieg war Flügel in Gent im besetzten Belgien – als Lektor der Deutschen Akademie in München, einer Propagandainstitution des nationalsozialistischen Staates.
Nach dem Krieg redigierte der bekennende Protestant Flügel zunächst die in München erscheinende katholische Zeitschrift Hochland. Auch beim evangelischen Eckart, benannt nach dem gleichnamigen Warner und Rater der altdeutschen Harlungensage, hatten in Berlin vor und während des Krieges Protestanten und Katholiken zusammengearbeitet. Der Herausgeber Kurt Ihlenfeld hatte den Eckart-Kreis ins Leben gerufen, dessen Mitglieder die Begegnung von Theologie und Literatur, Glaube und Dichtung fördern wollten. Evangelische Autoren wie Rudolf Alexander Schröder, Albrecht Goes, Jochen Klepper und Otto von Taube sowie Katholiken wie der 1936 konvertierte Werner Bergengruen und Reinhold Schneider bildeten einen illustren Kreis, zu dem auch Heinz Flügel gehörte. Im Jahr 1949 heiratete er Waldtraut von Reiswitz.
Heinz Flügel ist dem Eckart und Kurt Ihlenfeld nach dem Krieg treu geblieben. Von 1951 bis 1960 redigierte er die wieder erscheinende Zeitschrift, zunächst gemeinsam mit Ihlenfeld, ab 1952 als ihr alleiniger Herausgeber.
1949 hatte Flügel seine intensive Tagungsarbeit als nebenberuflicher Studienleiter an der Evangelischen Akademie Tutzing begonnen, der er bis zu seinem Tod eng verbunden war.
Von 1957 an bereiste Flügel immer wieder Lateinamerika, um dort Vorträge zu halten. Sein Engagement für das Gespräch zwischen Christen und Marxisten in der damals noch übersichtlich bipolaren Welt und seine Anteilnahme an den sozialen Bewegungen in Lateinamerika haben ihm das Etikett „linker Christ“ eingetragen. Vor allem glaubte Flügel an die verwandelnde Kraft der Sprache und an den Dialog: „Der Mensch verwirklicht sich, indem er sich ausspricht, indem er sich selbst und seine Welt ins Wort verwandelt und der Herausforderung des Nichts mit seiner Antwort begegnet.“
Im Jahr 1959 war er einer der ersten Deutschen, die auf Einladung der israelischen Regierung nach Israel fuhren. Als einer der ersten setzte er sich auch für die Begegnung von Christen und Juden ein. „Ohne die Kirche, abseits der Kirche und gegen ihre Theologie habe ich den Weg zu den Juden gehen müssen,“ hat er in Erinnerung an eine prägende Begegnung mit einem Holocaust-Überlebenden notiert.
1960 erhielt Flügel den Literaturpreis der Stiftung zur Förderung des Schrifttums.
Von 1950 bis 1993 prägte Heinz Flügel als nebenberuflicher Studienleiter an der Evangelischen Akademie Tutzing den Dialog zwischen Kultur und Kirche, zwischen Theologie, Literatur und Theater. Der Essayist, Hörspiel- und Buchautor Heinz Flügel war Mitglied des PEN und einer der profiliertesten evangelischen Schriftsteller des 20. Jahrhunderts.

## Werke (Auswahl)
- Mythen und Mysterien. Gedichte. 1930.
- Verzauberte Welt. Novelle. 1937.
- Wölund. Drama. 1938.
- Albwin und Rosimund. Tragödie. 1939.
- Finnische Reise. 1939; 3. Auflage 1952.
- Tragik und Christentum. Essays. 1940.
- Geschichte und Geschicke. Essays. 1946.
- Mensch und Menschensohn. Essays. 1947.
- Zweifel, Schwermut, Genialität. Essays. Eckart-Verlag, Witten/Berlin 1952.
- Schalom. Drama. 1955.
- Zwischen Gott und Gottlosigkeit. Essays. 1957.
- Gestalten der Passion. 1958 (Hörspiel).
- Im Vorfeld des Heils. 1960 (Hörspiel).
- Der Hahnenschrei. 1962 (Hörspiel).
- Herausforderungen durch das Wort. Essays. 1962.
- Konturen des Tragischen – Exemplarische Gestalten der Weltliteratur. Essays. 1965.
- An Gott gescheitert. 1967 (Hörspiel).
- Die Botschaft der Partisanen. 1969 (Hörspiel).
- Grenzüberschreitungen. Essays. 1971.
- Un-Zeit-Genossen. 1973 (Hörspiel).
- Wieder-Holungen. 1977 (Hörspiel).
- Im Schatten des babylonischen Turms. Essays. 1980.
- Im Schatten des Babylonischen Turms. 1980 (Hörspiel).
- Bekenntnis zum Exodus. 1983 (Hörspiel).
- Zwischen den Linien. Autobiographische Aufzeichnungen. Chr. Kaiser Verlag, München 1987, ISBN 3-459-01678-7.